# 순치제 시대와 강희제 시대의 고명4대신

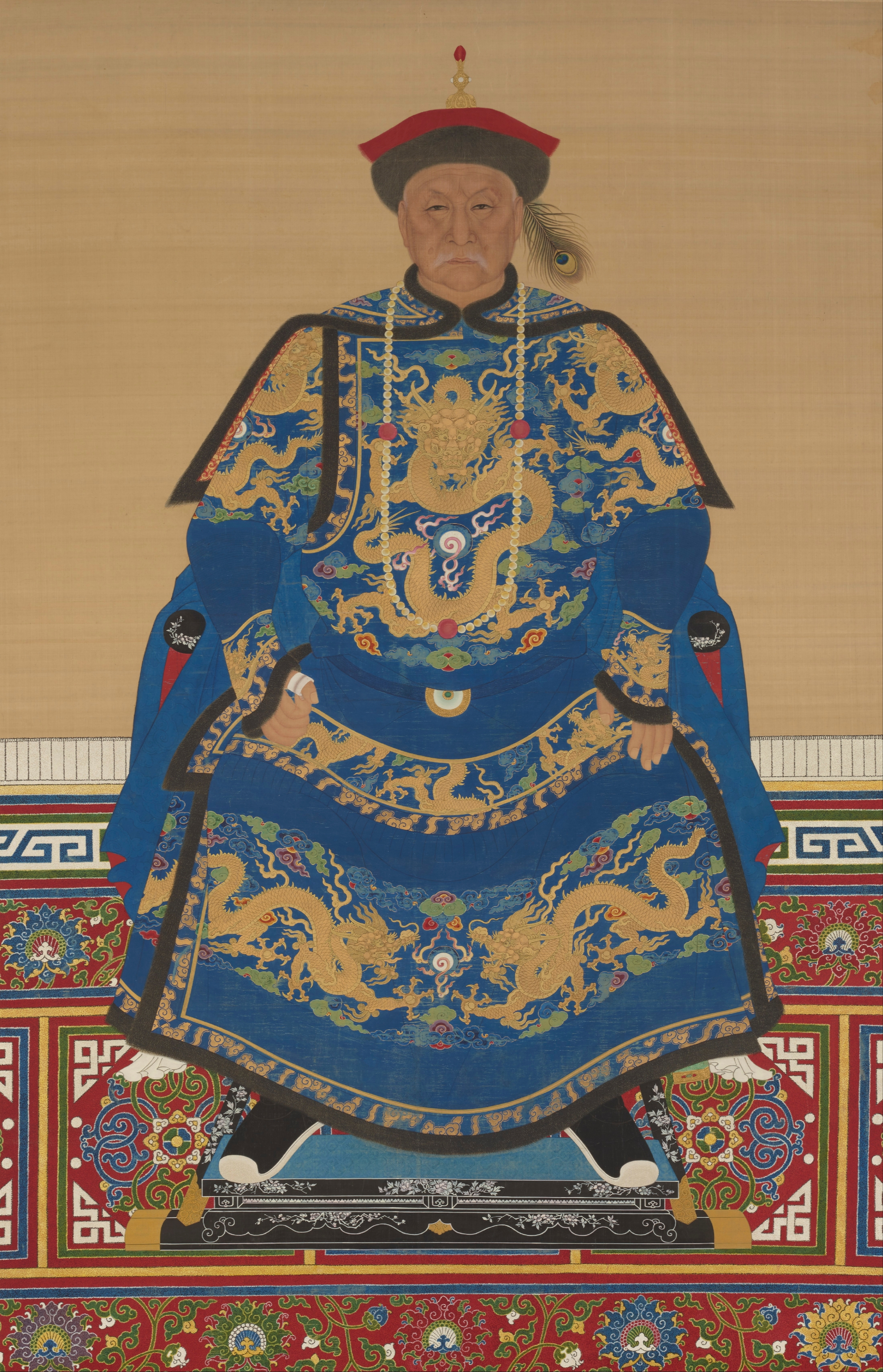
과이가 초무공 오배

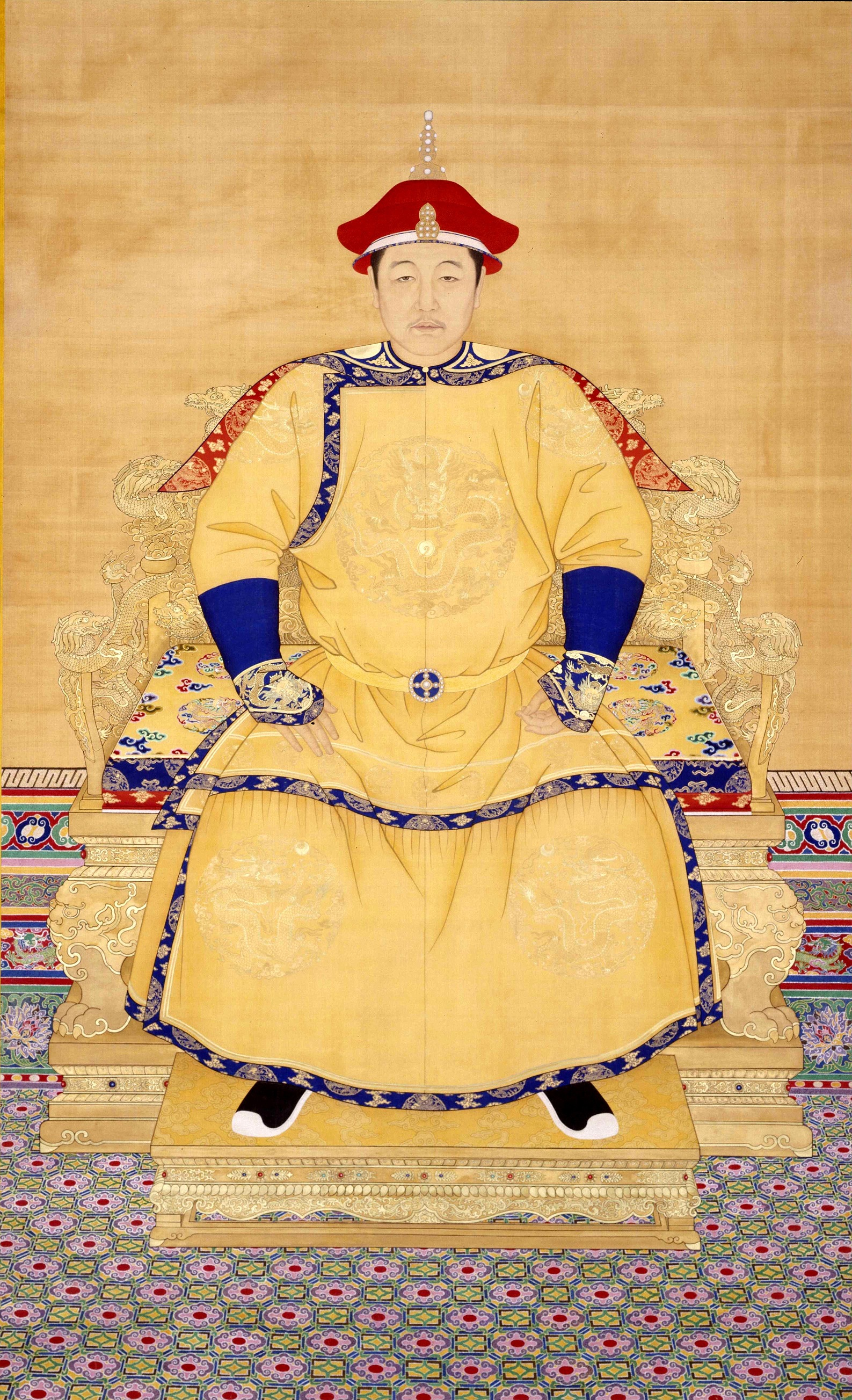
청 세조 순치제

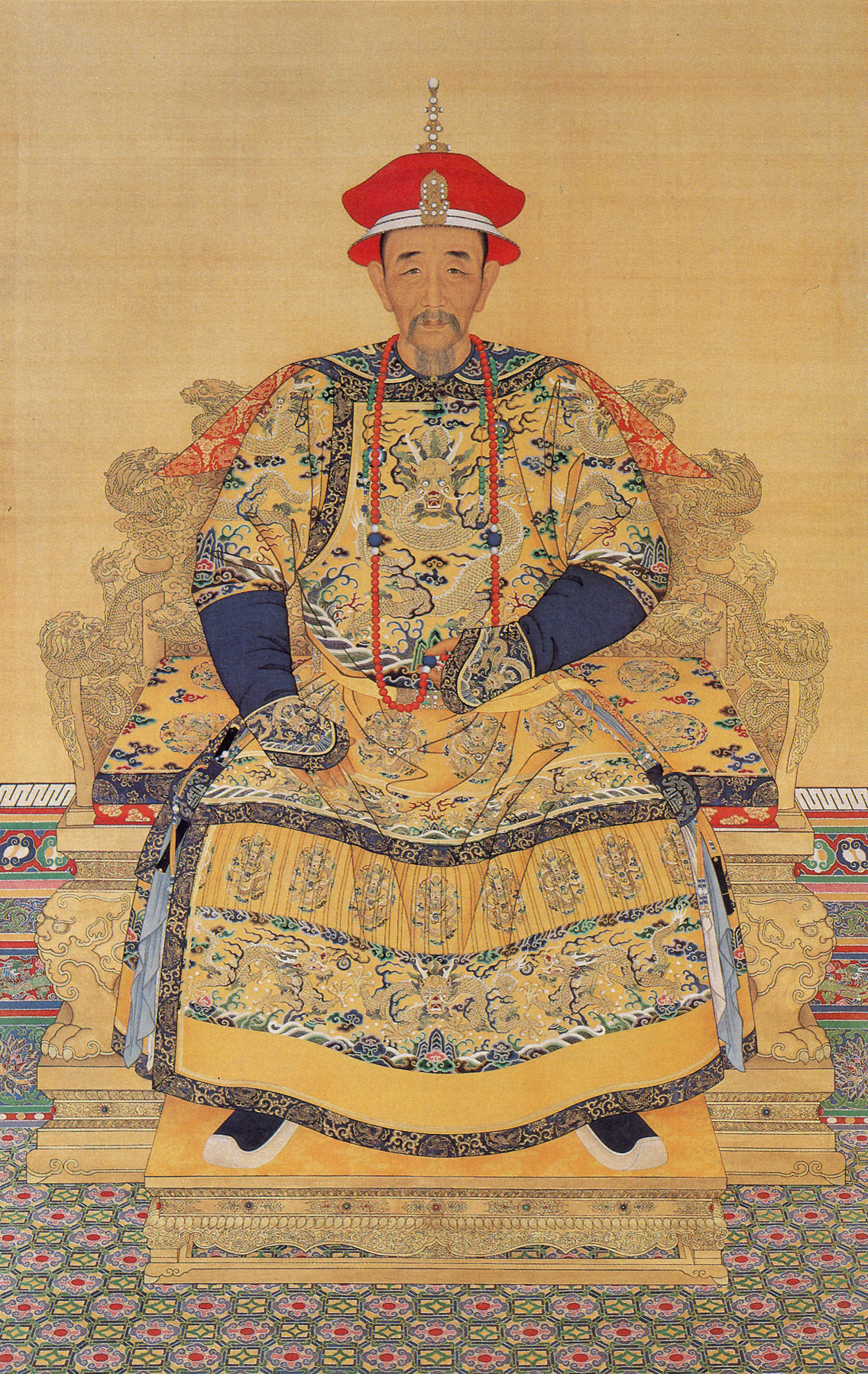
청 성조 강희제

순치제(順治帝) 말기 시대와 강희제(康熙帝) 초기 시대의 4대 고명대신(四大 顧命大臣)으로는 혁사리 문충공 색니, 납란 정백공 소극살합, 유호록 양황공 알필륭, 과이가 초무공 오배 등이 있다.
결국 이들 4명의 고명대신들은 강희제 치세 초기이던 1661년 2월 5일에서부터 1667년 3월 23일까지 6년간을 모두 각각 1명씩 섭정을 맡았다.